# Flottille 35F
La flottille 35F est une flottille de l'aviation navale française créée le 11 juin 1979 et toujours active. Sa mission est essentiellement axée sur le sauvetage, le service public et le soutien aux unités en mer.

## Histoire
La flottille est créée le 11 juin 1979 au sein de la base d'aéronautique navale (BAN) de Saint-Mandrier-sur-Mer (Var) mais est rapidement transférée à Lanvéoc-Poulmic (Finistère). Elle est alors pourvue de Lynx (jusqu'en 1990) et d'Alouette III, et constitue pendant douze ans le groupe aérien du porte-hélicoptères Jeanne d'Arc.
En 1991, elle acquiert de nouvelles missions, en assurant le soutien de la région Atlantique et en accueillant les détachements Outre-mer des nouvelles frégates de surveillance de la classe Floréal. Ces détachements permanents s'ajoutent aux détachements occasionnels opérant sur la plupart des bâtiments de soutien de la région Atlantique (pétroliers ravitailleurs, bâtiments de soutien mobile, bâtiments océanographiques...). En 1993, elle reçoit ses premiers hélicoptères Panther, destinés aux frégates de surveillance et reçoit également des hélicoptères Dauphin dévolus au service public. À la suite de réformes successives, l'activité de la flottille se retrouve focalisée sur le soutien de la région maritime Atlantique, avant sa dissolution le 1er octobre 1998.
Elle est cependant réactivée un an plus tard, le 1er octobre 1999, sur la base de Saint-Mandrier en réalisant la fusion de la flottille 33F (dotée de Super-Frelon) et de l'escadrille 23S (alors équipée de Dauphin et d'Alouette III), dont elle hérite les traditions. Elle reprend les missions de soutien de ces deux formations et possède alors un parc aérien très diversifié. Le 1er juin 2001, les Super-Frelon sont transférés à la flottille 32F basée à Lanvéoc-Poulmic. En contrepartie, les quatre sites de service public (Le Touquet, Cherbourg, La Rochelle et Hyères), jusqu'alors dévolus à la 32F, sont désormais opérés par la flottille 35F. La 35F devient donc l'unique flottille dotée de Dauphin, et sa domiciliation est transférée sur la BAN d'Hyères en 2003.
La 32F garde toutefois un détachement permanent sur la BAN d'Hyères, doté d'un Super-Frelon jusqu'au retrait de ce dernier.
En 2017, les deux Dauphin basés en Polynésie française reçoivent une capacité de bombardier d'eau mise pour la première fois en œuvre simultanément en opération lors des incendies de forêt à Paea à la fin août 2019.

## Moyens
La flottille 35F est armée de six Dauphin SA-365N (n° de série : 6017, 6019, T024, 6081, 6091 et 6157), aussi surnommés « Dauphin SP », détachés pour des missions de service public (SP) sur l'aéroport du Touquet, l'aéroport de La Rochelle - île de Ré et sur la base d'aéronautique navale d'Hyères Le Palyvestre, trois Dauphin SA-365F (n° de série : 313, 318 et 322) pour les missions Pedro, ainsi que deux Dauphin N3+ (n° de série 6872, 6928) détachés pour des missions de service public (SP) sur l'aéroport de Tahiti.

## Décoration
- Médaille de l'Aéronautique à titre collectif (2024)[6]

## Bases
- BAN Saint-Mandrier (juin 1979 - octobre 1979)
- BAN Lanvéoc-Poulmic (octobre 1979 - septembre 1998)
- BAN Saint-Mandrier (octobre 1999 - janvier 2004)
- BAN Hyères Le Palyvestre (depuis janvier 2004)

## Appareils en dotation
- Alouette II (juillet 1991 - décembre 1997)
- SA.316B et SA.319B Alouette III (juin 1979 - septembre 1998)
- Lynx WG13 Mk.4 (juin 1979 - janvier 1990)
- AS.565SA Panther (janvier 1993 - septembre 1995)
- SA-365N Dauphin « SP » (janvier 1994 - septembre 1998)
- SA.321G Super Frelon (octobre 1999 - mai 2001) : cinq appareils
- Alouette III (octobre 1999 - mars 2019
- SA-365N Dauphin « SP » : (depuis octobre 1999[7]) : six appareils
- Dauphin N3+ (depuis septembre 2011) : deux appareils à Tahiti[5].

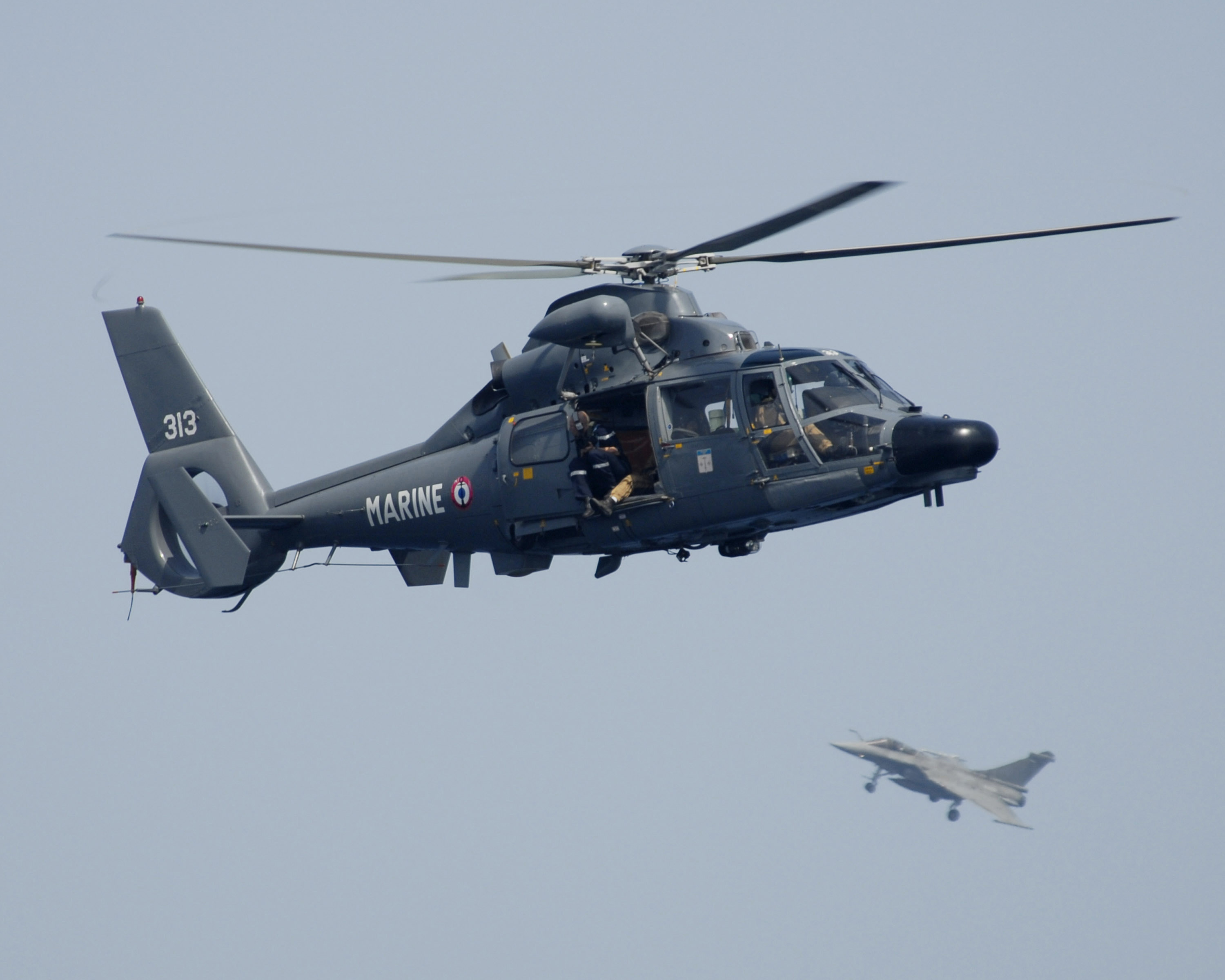
Exercices bilatéraux entre le porte-avions Charles de Gaulle et le porte-avions américain USS John C. Stennis le 12 avril 2007. Un Dassault Rafale en arrière-plan.
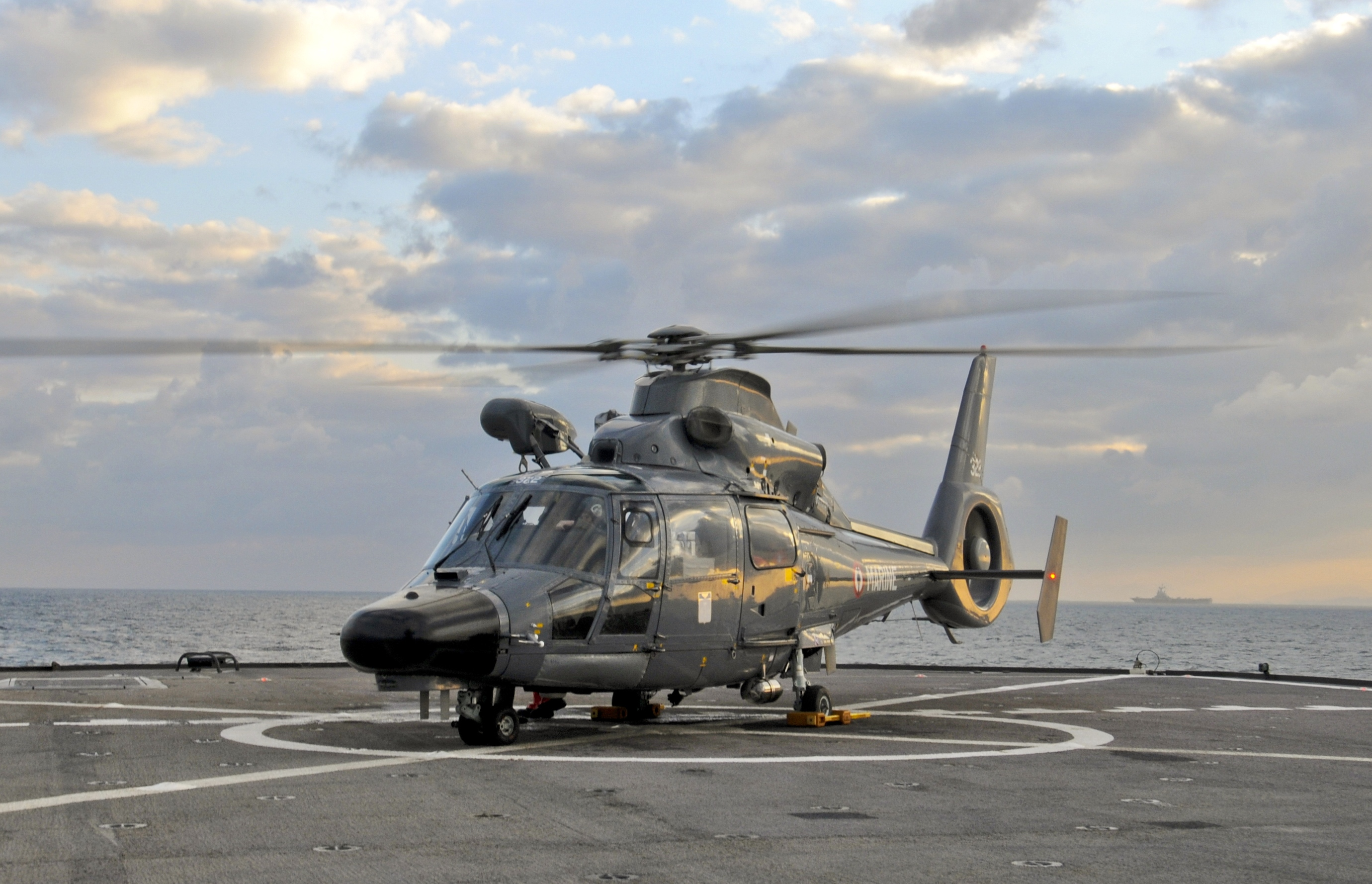
Le Dauphin SA 365F no 322 utilisé pour les missions Pedro à bord du USS Mount Whitney, le navire-amiral de la Sixième flotte des États-Unis, durant l'opération Harmattan en 2011.
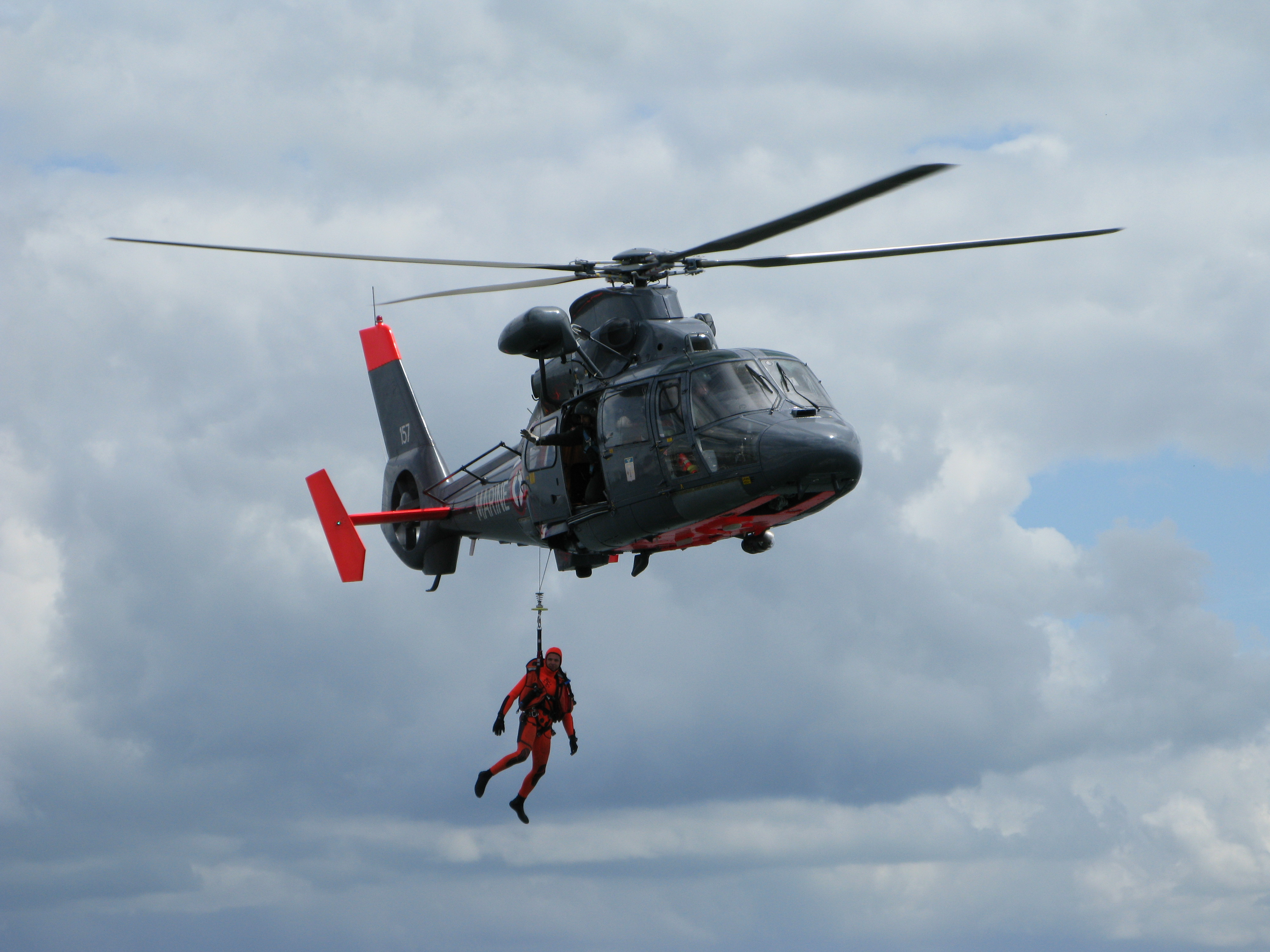
Démonstration de secours héliportée en 2008.
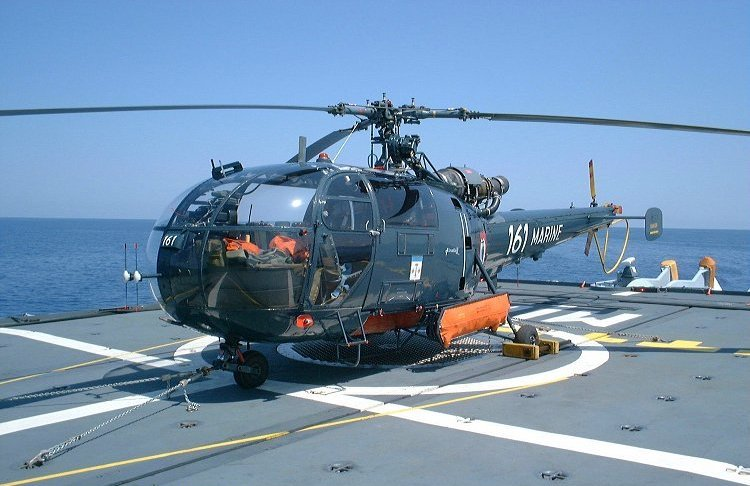
Une Alouette III sur le pont de la frégate La Motte-Picquet.
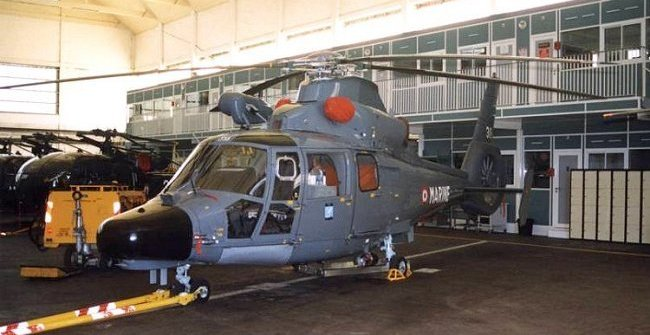
1998 : Un Dauphin SA-365F et des Alouette III de l'escadrille 23S au hangar à la BAN St Mandrier.